# Ararat International Airlines
Ararat International Airlines – armeńska czarterowa linia lotnicza z siedzibą w Erywaniu. Powstała w 2010 roku, a w 2013 zaprzestała działalności.